# Fussel

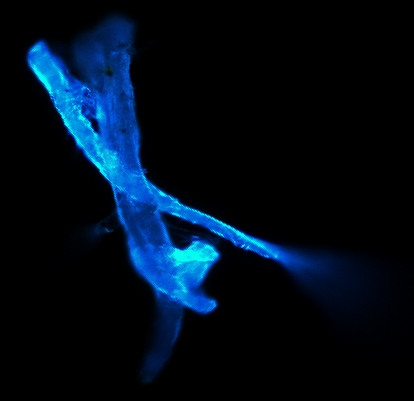
Ein Fussel 40-fach vergrößert

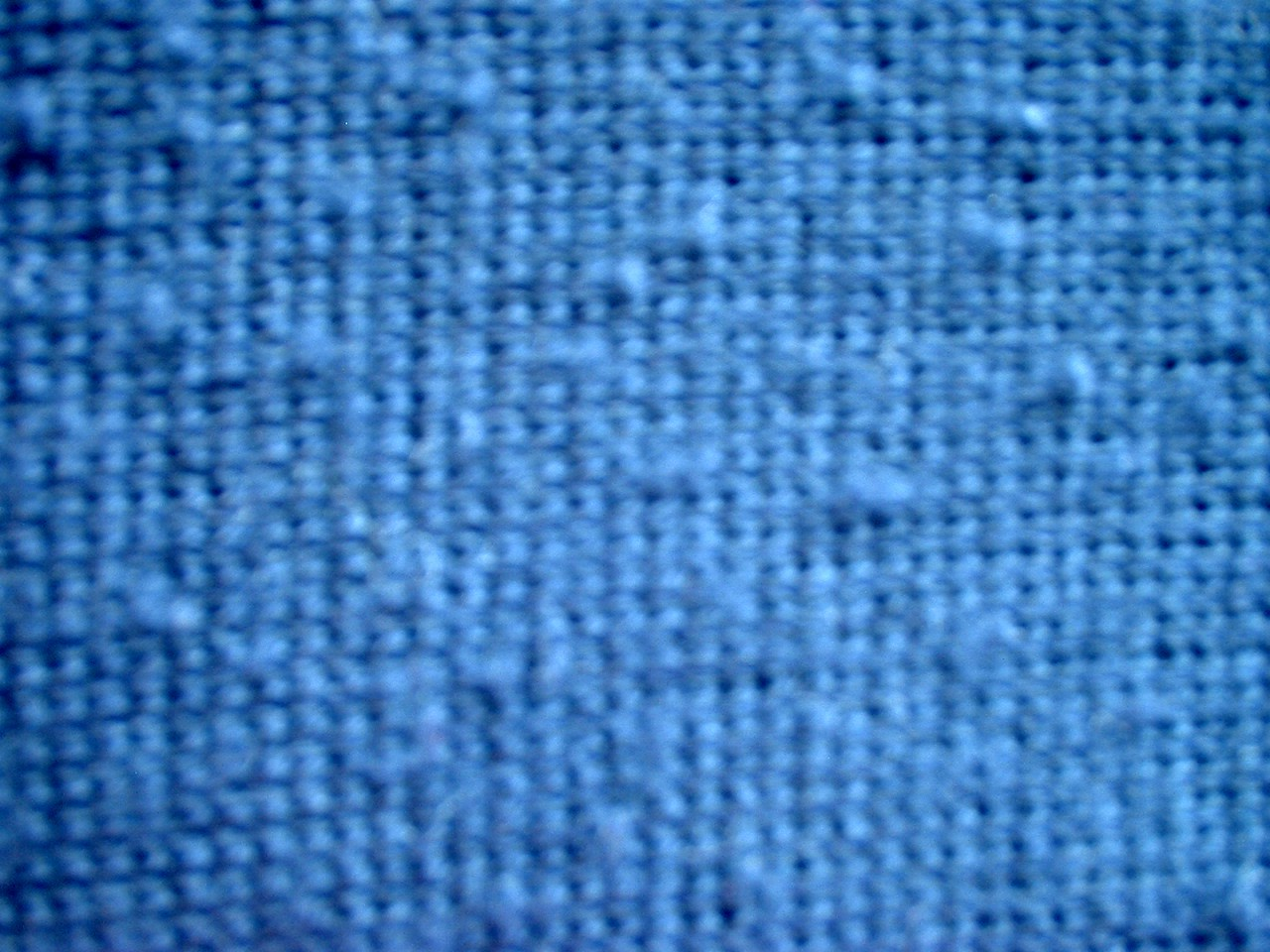
Pilling auf einem Gewebe

Fusseln oder Flusen sind Fasern, welche sich aus Garnen von Geweben oder Gewirken gelöst haben. Bei Wollfasern verfilzen diese Fusseln häufig an der Oberfläche des Stoffes und bilden Knötchen. Das Phänomen der Knötchenbildung wird Pilling genannt.

## Entstehung
Die mechanische und thermische Belastung der Kleidungsstücke in der Waschmaschine und im Wäschetrockner begünstigt die Lösung von Fasern aus den Fäden. Auch werden die bereits an der Oberfläche oder locker im Stoff befindlichen Fusseln beim Waschen gelöst oder vom Luftstrom des Trockners erfasst. Daher finden sich im Flusensieb – insbesondere des Wäschetrockners – neben Staub und Haaren auch viele Fusseln. So lässt sich auch erklären, warum Stoffe mit zunehmender Anzahl an Wäschen und Trocknungen dünner werden und schließlich reißen können. Pilling entsteht aber auch durch mechanische Belastung bei dem Tragen des Kleidungsstücks, zum Beispiel durch die Reibung unter den Armen oder im Schritt.

## Entfernung
Wenn Fusseln auf Kleidungs- oder Möbelstoffen das Aussehen beeinträchtigen, können diese folgendermaßen entfernt werden:
- Fusselrolle: leichte Entfernung ohne den Stoff zu beschädigen
- Fusselrasierer
- Fusselstein (aus Lavagestein)
- Fusselbürste: bei losen Fusseln. Der Stoff wird abgekämmt.

## Vorbeugung
Die Textilindustrie setzt chemische Mittel, wie zum Beispiel Kieselsäure ein, um das Fusseln von Geweben zu reduzieren und sie damit haltbarer zu machen. Solche Antipilling-Ausrüstungen, die auch als fusselfrei beworben werden, sind jedoch nur begrenzt wirksam. Darüber hinaus gibt es bei Garnen konstruktive Möglichkeiten, die Pillingneigung durch gezielte Faserauswahl und -bearbeitung sowie Drehungsveränderungen zu reduzieren.

## Auswirkungen auf die Umwelt
Laut einer Studie, die im Fachjournal Environment Science and Technology veröffentlicht wurde, reiben Waschmaschinen mehr als 1.900 Mikropartikel  – im Durchmesser kleiner als ein Millimeter  – pro Waschgang von Fleece-Stoffen aus Polyester- und Acryltextilfasern ab, die in konventionellen Kläranlagen ohne Mikrosiebung oder Membranfilterung nicht zurückgehalten werden können. Gelangen diese Mikropartikel über Fließgewässer ins Meer, so bilden sie einen Teil des Plastikmülls in den Ozeanen. Derartige Partikel wurden weltweit im Sediment von 18 Stränden gefunden, keine einzige Probe war frei davon.